# Khwaja Salimullah
Nawab Sir Khwaja Salimullah Bahadur, ou plus simplement Khwaja Salimullah ou Nawab Salimullah (en bengali : খাজা সলিমুল্লাহ), né le 7 juin 1871 et mort le 16 janvier 1915, est un homme politique indien du Bengale. Originaire d'une famille musulmane noble, les Nawab de Dacca, il est une personnalité importante de la ville de Dacca. En 1906, il participe à la fondation dans cette ville de la Ligue musulmane dirigée par Muhammad Ali Jinnah. Khwaja devient alors la président de la ligue pour le Bengale. 
Il meurt en 1915 à l'âge de seulement 43 ans. 

## Sources
- (en) Salimullah, Khwaja sur en.banglapedia.org
- (en) Nawab Salimullah sur nawabbari.com